# Буксир проєкту 498
Буксири проєкту 498, тип «Сатурн» — серія радянських та російських портових рейдових буксирів-кантувальників з двома гвинтами регульованого кроку в поворотних роздільно керованих направляючих насадках. До складу ВМФ СРСР надходили під шифром «Протей». Також були відомі під назвами «б/к 1200» і «бичок».
Вони використовувалися, як рейдові буксири різними службами цивільних портів й службами забезпечення військово-морських баз. Окрім внутрішнього використання, буксири були поставлені на Кубу, до Іраку, НДР і ФРН.
Район плавання: портові води з виходом на відкритий рейд. Клас Регістру: КМ*УЛ Ш (буксир).

## Проєкт

### Історія
Проєкт розроблений у ЦКБ-370 (у 1969 р. увійшло до складу КБ «Балтсудопроєкт»), головні конструктори Є.С. Васильєв, Г.Ф. Андрєєв. Перший буксир проєкту, названий «Сатурн», зійшов зі стапелів Петрозаводу в кінці 1962 року. Судно стало принципово новим типом в радянському буксиробудівництві, гвинти регульованого кроку дозволили використовувати повну потужність енергетичної установки на всіх режимах роботи, а поворотні насадки в поєднанні з роздільним керуванням гвинтами забезпечили високу маневреність. Посилений льодовий клас і висока потужність дозволяли ефективно експлуатувати буксир у всіх портах СРСР. Протягом виробництва проєкт зазнав ряд модернізацій. З 1972 року було налагоджене виробництво на суднобудівному заводі в місті Гороховець. Від 1975 року основне виробництво буксирів проєкту 498 було передане на Гороховецький суднобудівний завод, а Петрозавод припинив їх виробництво.
До 1983 року проєкт був суттєво перепрацьований, і буксири під індексом 04983 виготовлялися на Гороховецькому ССЗ, Прибалтійському ССЗ «Янтар» і КМОЛЗ у Кронштадті.
В даний час, буксири проєкту 498 поступово виводяться з експлуатації, витісняючись сучасними моделями.

### Технічні особливості
Судна проєктів 498 (А, С, М) - це сталеві, однопалубні двогвинтові дизельні буксири з гвинтами регульованого кроку в поворотних окремо керованих насадках, машинним відділенням в середній частині і зміщеною в ніс двох'ярусною надбудовою з ходовим містком. Завдяки криголамному носу і протильодовому посиленню обшивки і захисту гвинтів буксири здатні працювати в льодових умовах.
Основне призначення: роботи по введенню, виводу, перестановці і швартуванню великотоннажних морських суден всіх типів в портах і на рейдах, в тому числі і в льодових умовах. Обладнаний системами пожежогасіння і може брати участь в гасінні пожеж.

### Основні тактико-технічні характеристики
Основні тактико-технічні характеристики рейдових буксирів проєкту 498С і 498М.
- Водотоннажність: 306 тонн
- Вантажопідйомність: 46,1 тонни
- Валова місткість: 186,94 тонни
- Довжина габаритна: 29,3 метра
- Довжина конструктивна: 28,2 метра
- Ширина габаритна: 8,3 метра
- Ширина конструктивна: 8,2 метра
- Висота борту: 4,34 метра
- Висота надводного борту: 1,28 метра
- Осадка: 3,09 метра
- Швидкість повного ходу: 11,4 вузла
- Головні двигуни: 6 ДР-30 / 50-4-2 × 2 × 600 к.с.
- Гвинто-рульовий комплекс: ВР-498

## Оцінка проєкту
З 1980-х проєкт 498 і його подальша модернізація проєкт 04983 стали основним типом портових буксирів-кантувальників СРСР / Росії, поставлялися на експорт, працювали в багатьох портах і різних кліматичних умовах, заслужили високу оцінку експлуатантів.

## Фотографії

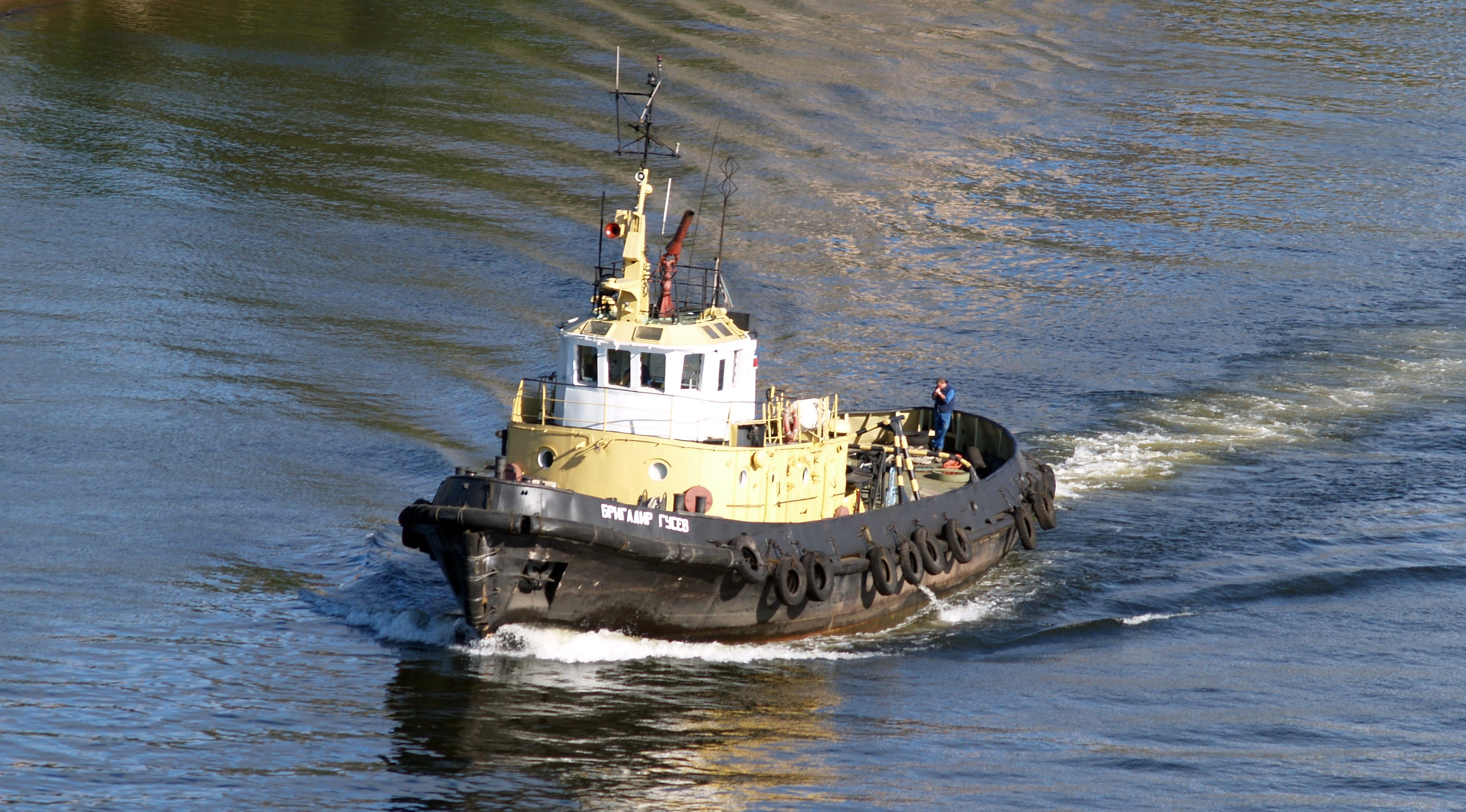
«Бригадир Гусев» (IMO 8929757) проєкту 498 в Санкт-Петербурзі, 14 березня 2009 года
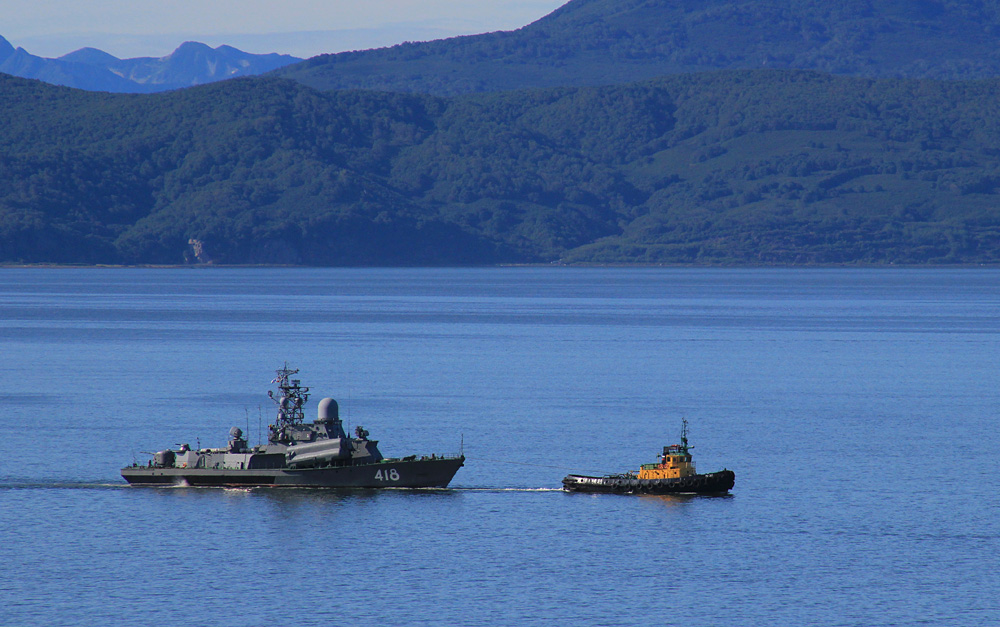
РБ-262 проєкту 498 буксує МРК «Іній» в Авачинській бухті, 27 серпня 2010 року
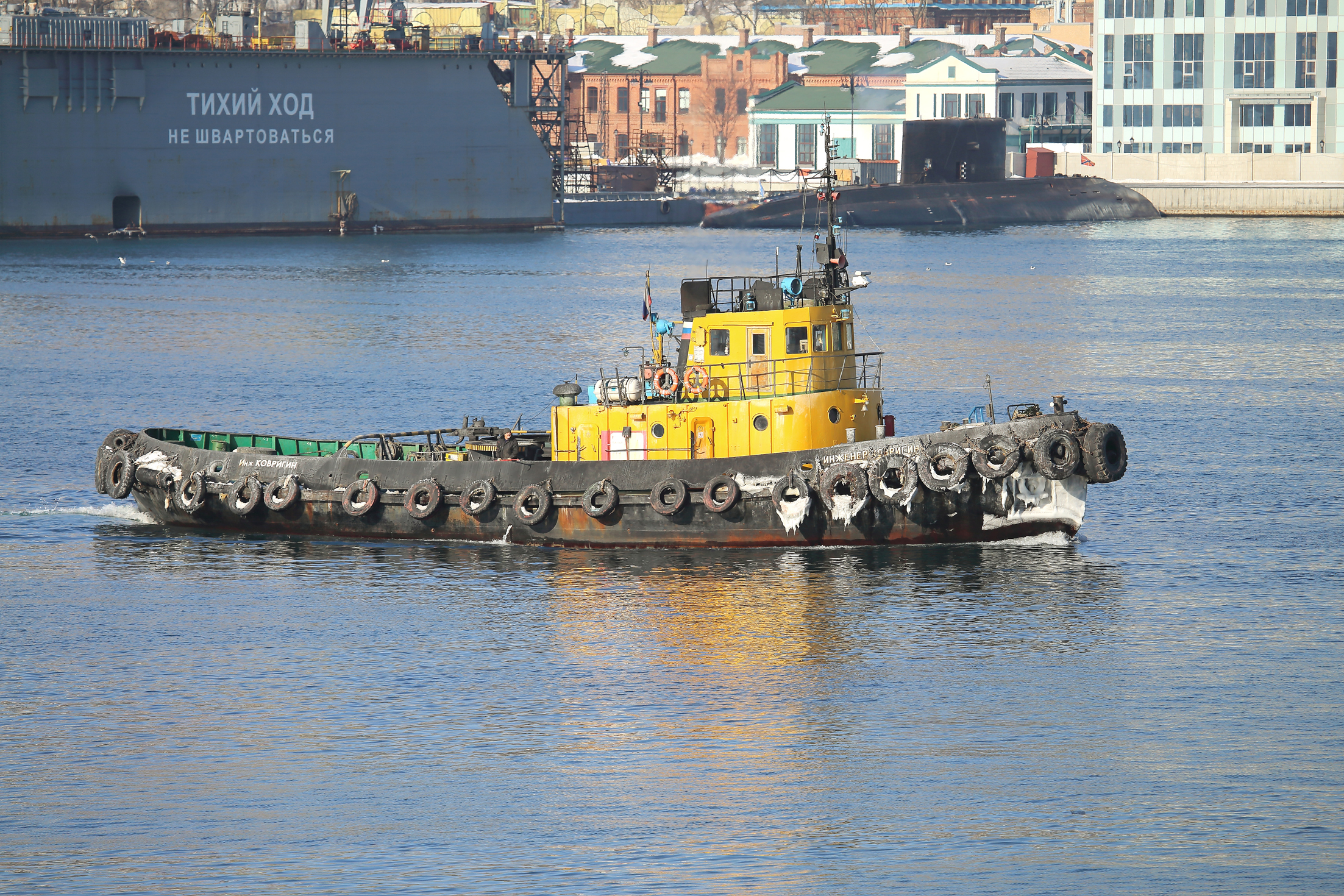
«Инженер Ковригин» (IMO 8923208) проєкту 498 в Золотому Розі, 26 грудня 2014 року
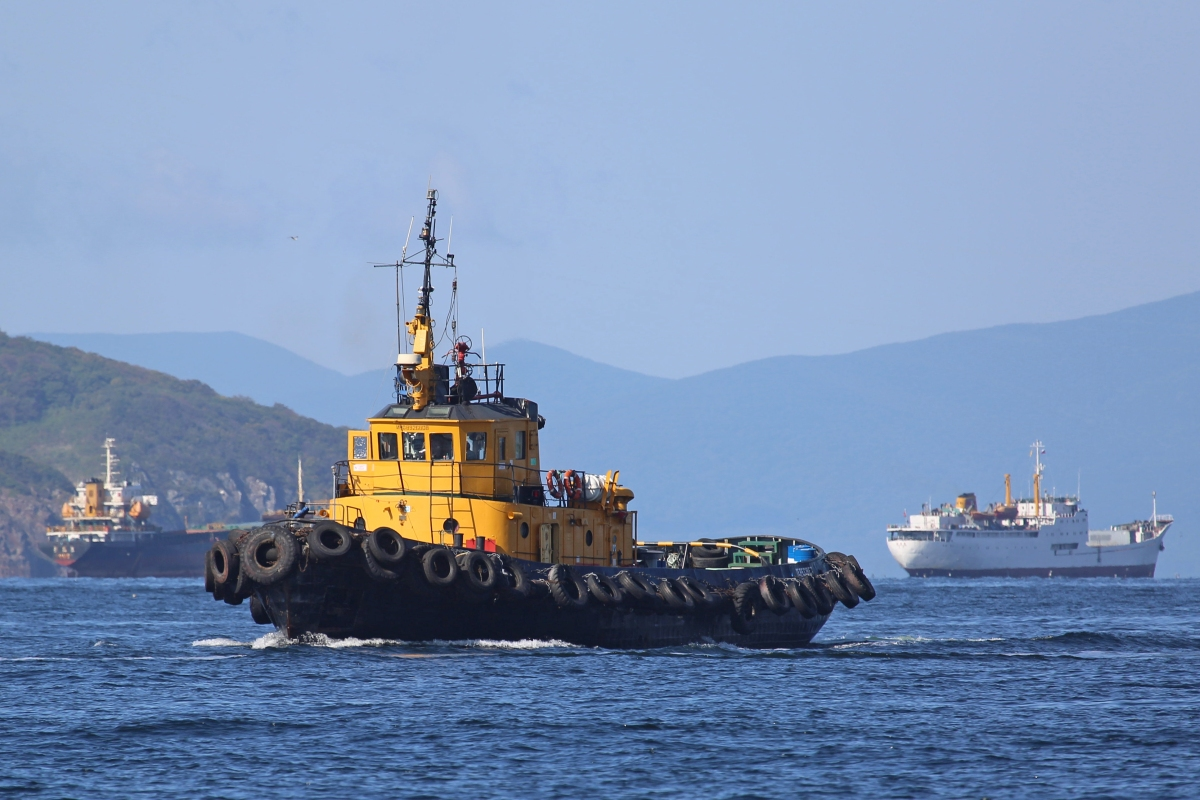
«Пересвет» (IMO 8926808) в протоці Босфор Східний, 2017 рік